# Stadio José Guimarães Dirceu
Lo stadio José Guimarães Dirceu è il principale impianto sportivo di Eboli. Nello stadio vengono disputati gli incontri interni calcistici dell'Ebolitana.

## Storia
Lo stadio fu inaugurato nel 2001, per sostituire l'inadeguato e vecchio stadio Massaioli, ed è intitolato al calciatore brasiliano Dirceu, scomparso nel 1995, che dal 1989 al 1991 aveva militato nell'Ebolitana. Ad Eboli ci arrivò grazie a Luigi Cavaliere presidente dell'Ebolitana di allora, legato a Dirceu da una forte amicizia.

### Sedute di allenamento della Salernitana
Dal 2012 al 2014 l'impianto ospitò le sedute di allenamento della Salernitana, con particolare riferimento al periodo biennale, 2012-2014 anno di completamento ristrutturativo del Campo Volpe sito in Salerno.

### Campionati mondiali di calcio sordi 2016
Tra il 19 Giugno e il 2 Luglio 2016, ha ospitato i mondiali di calcio per sordi (sia maschili che femminili) insieme alla città di Agropoli e di Capaccio, ospitando entrambe le finali.

### Universiadi 2019
Nonostante dovesse essere utilizzato per le Universiadi 2019 e i fondi fossero stati stanzionati, l'impianto non ha ospitato nessuna partita ufficiale e i lavori non sono mai iniziati.
I lavori prevedevano un ammodernamento dell'impianto, in particolare della messa in sicurezza con l'installazione di tornelli, rifacimento della pista atletica e adeguamento agli standard dell'impianto e degli spogliatoi.

## Caratteristiche

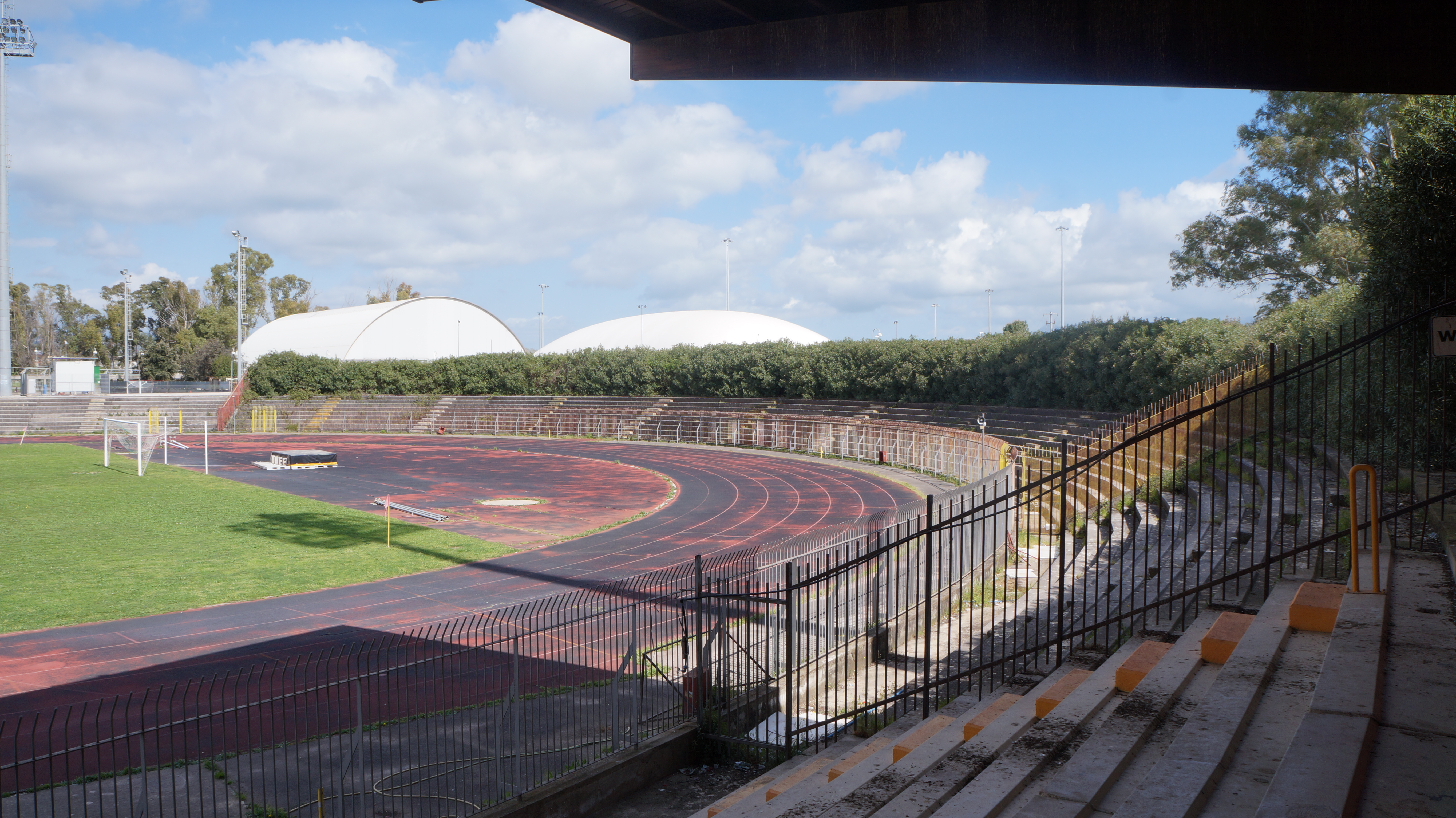
La curva Sud, destinata agli ospiti.

Con i suoi 15.000 posti, dopo l'Arechi di Salerno, è tra gli impianti sportivi più grandi della provincia di Salerno. Ospita regolarmente le gare casalinghe dell'Ebolitana. È di forma ovale con un unico anello, la tribuna centrale è coperta ed ospita al suo interno la sala stampa ove si effettuano le riprese televisive e radiofoniche delle partite.
Lo stadio è inoltre dotato di una pista di atletica ad otto corsie, di un impianto di illuminazione per le manifestazioni in notturna, e di un campo B dove vengono effettuati gli allenamenti.
Dal Sottopassaggio della curva nord, si accede agli spogliatoi in numero di 6, alla sala interviste, alla palestra, alla sala anti - doping, all'area verde relax ed ai parcheggi recintati riservati agli atleti. Alle spalle del settore Distinti è possibile scorgere il Palasele. La curva Nord, la tribuna e il settore distinti sono riservati ai tifosi locali, mentre agli ospiti viene riservata la curva Sud.

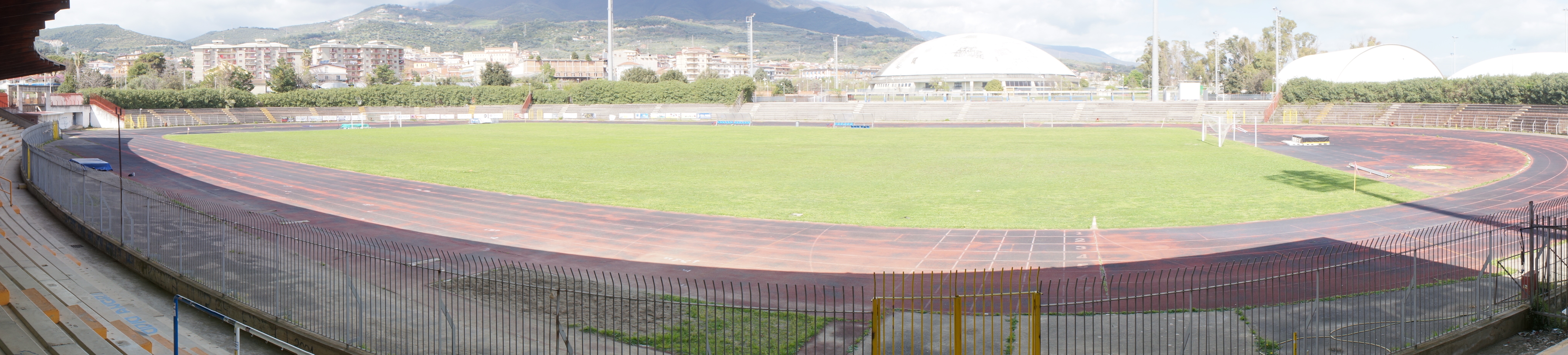
Panoramica dello stadio visto dall'interno, con sfondo Palasele e PalaDirceu

## Incontri
Nonostante lo stadio venga utilizzato per le partite casalinghe dell'Ebolitana, lo stadio è stato utilizzato anche per altri eventi.
Il 4 Agosto 2014, viene disputata l'amichevole estiva tra Salernitana e Parma.
| Arbitro: | Somma (Castellammare di Stabia) |

|  |           |                                 |
|  | Marcatori | Marco Marchionni 65’ Amauri 82’ |

## Galleria d'immagini

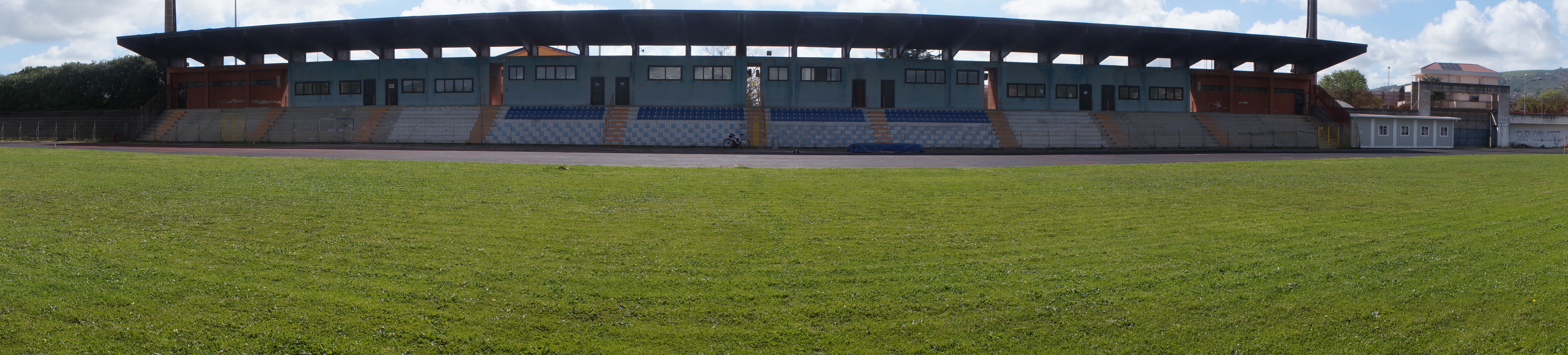
La tribuna coperta
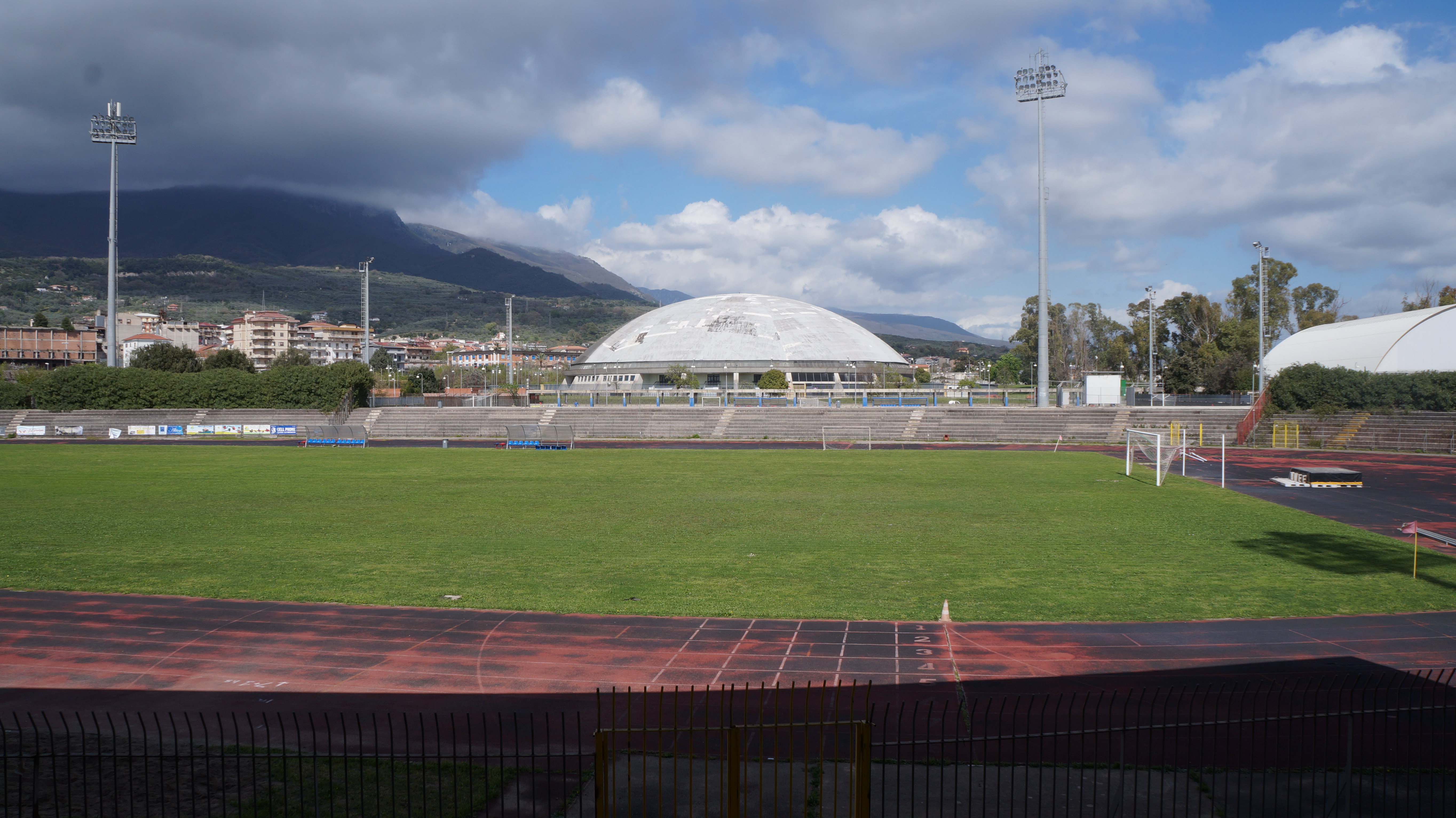
Il settore distinti